# Roc Jiménez de Cisneros
Roc Jiménez de Cisneros (Barcelona, 1975) és artista. L'any 1996 va fundar el grup de música per ordinador EVOL, a través del qual ha articulat bona part de la seva producció artística fins a la data. La seva obra es pot entendre com una exploració estètica de la composició algorítmica i una desconstrucció de la cultura rave. Els seus treballs han estat publicats en discogràfiques internacionals com Entr’acte, Mego, Presto!?, fals.ch o el seu propi segell, ALKU, que codirigeix al costat d'Anna Ramos des de 1997. A mig camí entre la psicodèlia i l'acadèmia, el treball de Jiménez de Cisneros s'ha presentat en directe i en format d'instal·lació en galeries, museus, i clubs d'Europa, Nord Amèrica i Àsia.